# زیردریایی یو-۹۶۴
زیردریایی یو-۹۶۴ (به انگلیسی: German submarine U-964) یک زیردریایی بود که طول آن ۶۷٫۱ متر (۲۲۰ فوت ۲ اینچ) بود. این زیردریایی در سال ۱۹۴۲ ساخته شد.